# 科索沃霍拉
科索沃霍拉（烏克蘭語：Ка́сова Гора́）是烏克蘭加利西亚国家自然公园西部奥皮利亚的一個草原自然保护区，它位於伊万诺-弗兰科夫斯克州伊萬諾-弗蘭科夫斯克區博夫希夫的西北部，面積為65公顷。2010年，科索沃霍拉成為加利西亚国家自然公园的一部分。自然保护区内生长着300多种植物。

## 更多閱讀
- Касова Гора: 75 років заповідності 的存檔，存档日期22 September 2013[日期不符]. （乌克兰語）
- http://rtic.if.ua/objects/c1/1382.html 的存檔，存档日期11 November 2012[日期不符].
- Касова Гора- відео
- Касова Гора 的存檔，存档日期3 February 2020[日期不符].